# H. G. Wells
Herbert George Wells, conhecido como H. G. Wells (Bromley, 21 de setembro de 1866 – Londres, 13 de agosto de 1946), foi um escritor britânico e membro da Sociedade Fabiana.

## Biografia
Nascido no distrito Borough da Grande Londres, na juventude foi aprendiz de negociante de panos, a sua experiência nesta ocupação, veio mais tarde a ser usada como material para o romance Kipps. Em 1883, tornou-se professor na Midhurst Grammar School, até ganhar uma bolsa na Escola Normal de Ciências em Londres, para estudar biologia com T. H. Huxley.
Nos seus primeiros romances, descritos ao mesmo tempo como "Romance científico", inventou uma série de temas que foram mais tarde aprofundados por outros escritores de ficção científica, e que entraram na cultura popular em trabalhos como A Máquina do Tempo, O Homem Invisível e A Guerra dos Mundos. Outros romances, de natureza não fantástica, foram bem recebidos, sendo exemplos a sátira à publicidade eduardiana Tono-Bungay e Kipps.
Visionário, chegou a discutir em obras do início do século XX questões ainda atuais, como a ameaça de guerra nuclear, o advento de Estado Mundial e a Ética na manipulação de animais.
Desde muito cedo na sua carreira, Wells sentiu que devia haver uma maneira melhor de organizar a sociedade, e escreveu alguns romances utópicos. Começavam, em geral, com o mundo a caminhar inexoravelmente em direção a uma catástrofe, até que as pessoas se apercebiam da existência de uma maneira melhor para viver, ou através dos gases misteriosos de um cometa, que fariam com que as pessoas começassem subitamente a comportar-se racionalmente (Os Dias do Cometa), ou pela tomada do poder por um conselho mundial de cientistas, como em The Shape of Things to Come (1933), livro que o próprio Wells adaptou mais tarde para o filme de Alexander Korda, Daqui a Cem Anos (1936). Aqui descrevia-se, com demasiada exatidão, a guerra que estava a chegar, com cidades a serem destruídas por bombardeamentos aéreos.
Ele analisa a dicotomia entre a natureza e a educação e questiona a humanidade em livros como A Ilha do Dr. Moreau. Nem todos os seus romances terminam em feliz Utopia, como mostra o distópico When the Sleeper Awakes. "A Ilha do Dr. Moreau" ainda é mais sombria. O narrador, após ficar encurralado numa ilha cheia de animais vivissectados (sem sucesso) até se transformarem em seres humanos, acaba por regressar à Inglaterra e, tal como Gulliver no regresso do país dos Houyhnhms, vê-se incapaz de afastar a percepção dos membros da sua própria espécie como bestas só ligeiramente civilizadas, regressando pouco a pouco à sua natureza animal.
Wells chamava às suas ideias políticas "socialistas", e com o seu gosto por utopias, olhou inicialmente com bastante simpatia para as tentativas de Lenin de reconstruir a destroçada economia russa, como mostra o seu relato de uma visita ao país (Russia in the Shadows, 1920), onde afirma que a transformação ocorrida na Rússia ao fim de 1917 foi a mais completa já vista em qualquer organização social moderna. No entanto, em uma entrevista com Josef Stalin em 1934, questionou o ditador sobre diversos aspectos de sua administração, discordando da forma com que Stalin conduzia a União Soviética, principalmente no que dizia respeito à violência do estado e à ausência da liberdade de expressão. Na mesma ocasião, chegou a dizer que, ao que parecia, ele (Wells) estava mais "à esquerda" que o próprio Stalin.

## H. G. Wells e Jesus Cristo
Wells estudou a história de Jesus Cristo nos evangelhos canônicos. Quando terminou seu estudo, publicou:

Mas todos os quatro (evangelhos) nos oferecem a pintura de uma bem definida personalidade; e todos se acham embebidos do mesmo caráter de realidade que se encontra nos relatos primitivos de Buda. A despeito das adições miraculosas e inacreditáveis, é-se obrigado a reconhecer: “Era realmente um homem. Esta parte da história não podia ter sido inventada."

(H. G. Wells).

## Uma listagem parcial dos seus romances

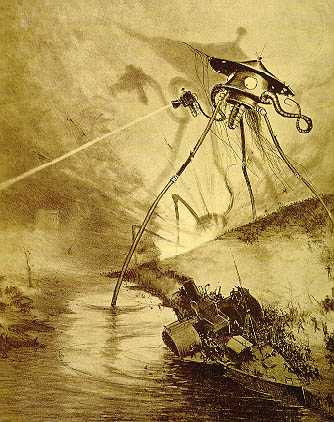
Ilustração de um tripod por Henrique Alvim Corrêa para a edição francesa de 1906 de A Guerra dos Mundos.

- A Máquina do Tempo (The Time Machine), 1895
- A Ilha do Dr. Moreau (The Island of Dr. Moreau), 1896
- O Homem Invisível (The Invisible Man), 1897

- A Guerra dos Mundos (The War of the Worlds), 1898
- Love and Mr. Lewisham, 1900
- Os primeiros homens da lua (The First Men in the Moon), 1901
- O Alimento dos Deuses (The Food of the Gods), 1904
- Kipps, 1905
- A Modern Utopia, 1905
- Os Dias do Cometa (In The Days of the Comet), 1906
- Ann Veronica, 1909
- Tono-Bungay, 1909
- The History of Mr. Polly, 1910
- The New Machiavelli, 1911
- Marriage, 1912
- The World Set Free, 1914
- Men Like Gods, 1923
- The World of William Clissold, 1926
- Mr Blettsworthy on Rampole Island, 1928
- The Shape of Things to Come, 1933

A sua autobiografia foi publicada em 1934, com o título An Experiment in Autobiography.
Também é autor da obra de não-ficção, intitulada The outline of History: Being a Plain History of Life and Mankind, em dois volumes, 1920, que no Brasil teve várias edições na década de 1950, sob o título de História Universal. A sua correspondência com George Bernard Shaw também foi publicada.
Encontra-se colaboração da sua autoria na revista Serões. (1901-1911)

## Adaptações para o cinema
Os romances e contos de H. G. Wells foram adaptados para o cinema. Estes incluem Island of Lost Souls (1932), The Invisible Man (1933), Things to Come (1936), The Man Who Could Work Miracles (1937), The War of the Worlds (1953), The Time Machine (1960), First Men in the Moon (1964), The Island of Dr. Moreau (1996), The Time Machine (2002) e War of the Worlds (2005).

## Artigos Literários
Em 1954, a University of Illinois Urbana-Champaign comprou os papéis literários e a coleção de correspondência de H. G. Wells. A Biblioteca de Livros Raros e Manuscritos da universidade contém a maior coleção de manuscritos, correspondências, primeiras edições e publicações de Wells nos Estados Unidos. Entre eles está o material inédito e os manuscritos de obras como The War of the Worlds e The Time Machine. A coleção inclui primeiras edições, revisões e traduções. As cartas contêm correspondência familiar geral, comunicações de editores, material sobre a Sociedade Fabiana e cartas de políticos e figuras públicas, principalmente George Bernard Shaw e Joseph Conrad.